# 식충

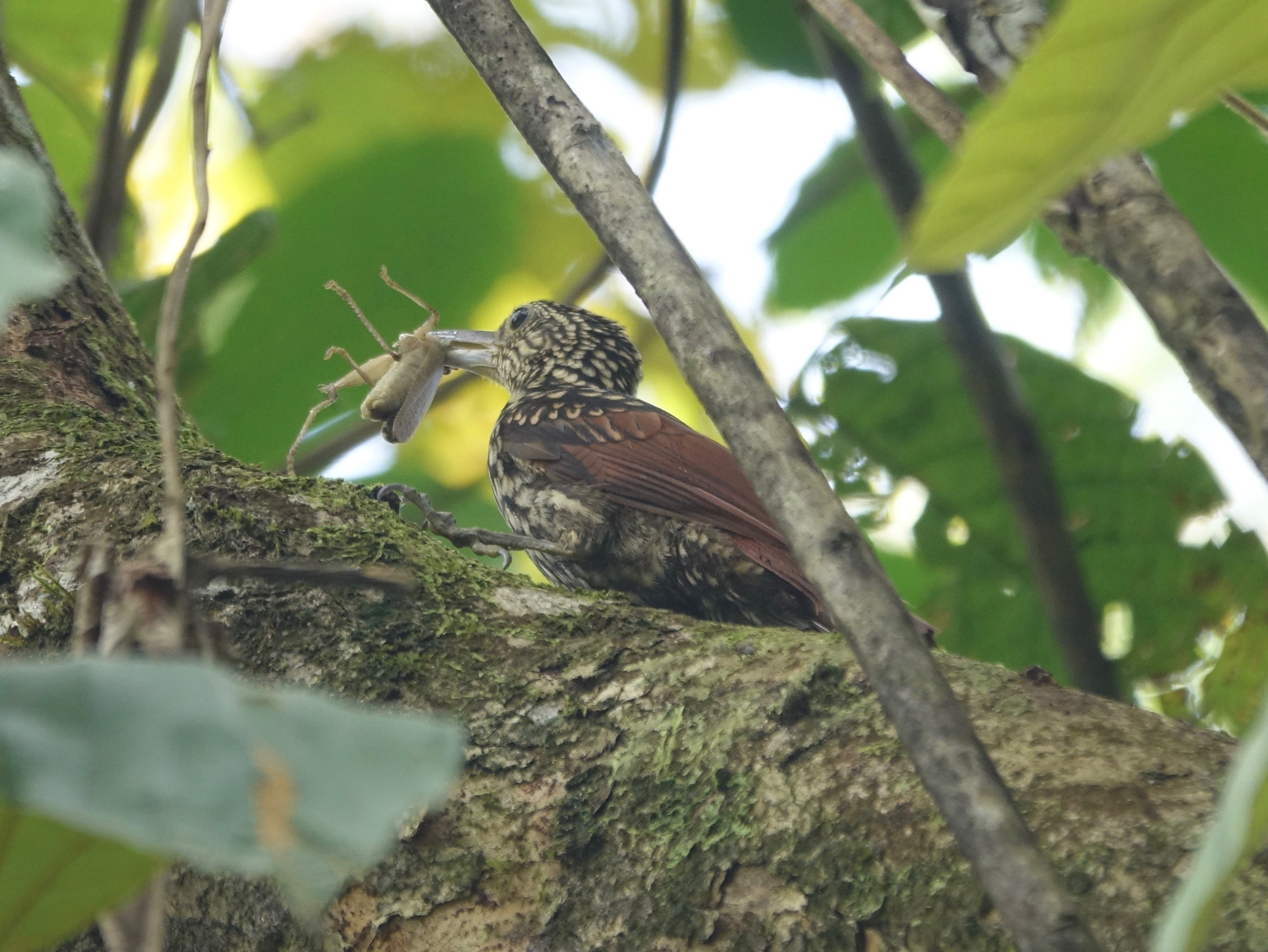

식충은 생물이 벌레를 잡아먹는 성질을 말한다.
식충은 곤충 외에 거미강, 다지류 등 절지동물을 먹는 것을 포함하는 것으로 정의되기도 한다.

## 같이 보기
- 식충생물
- 식용 곤충
- 식충목